# アン・アプルボーム

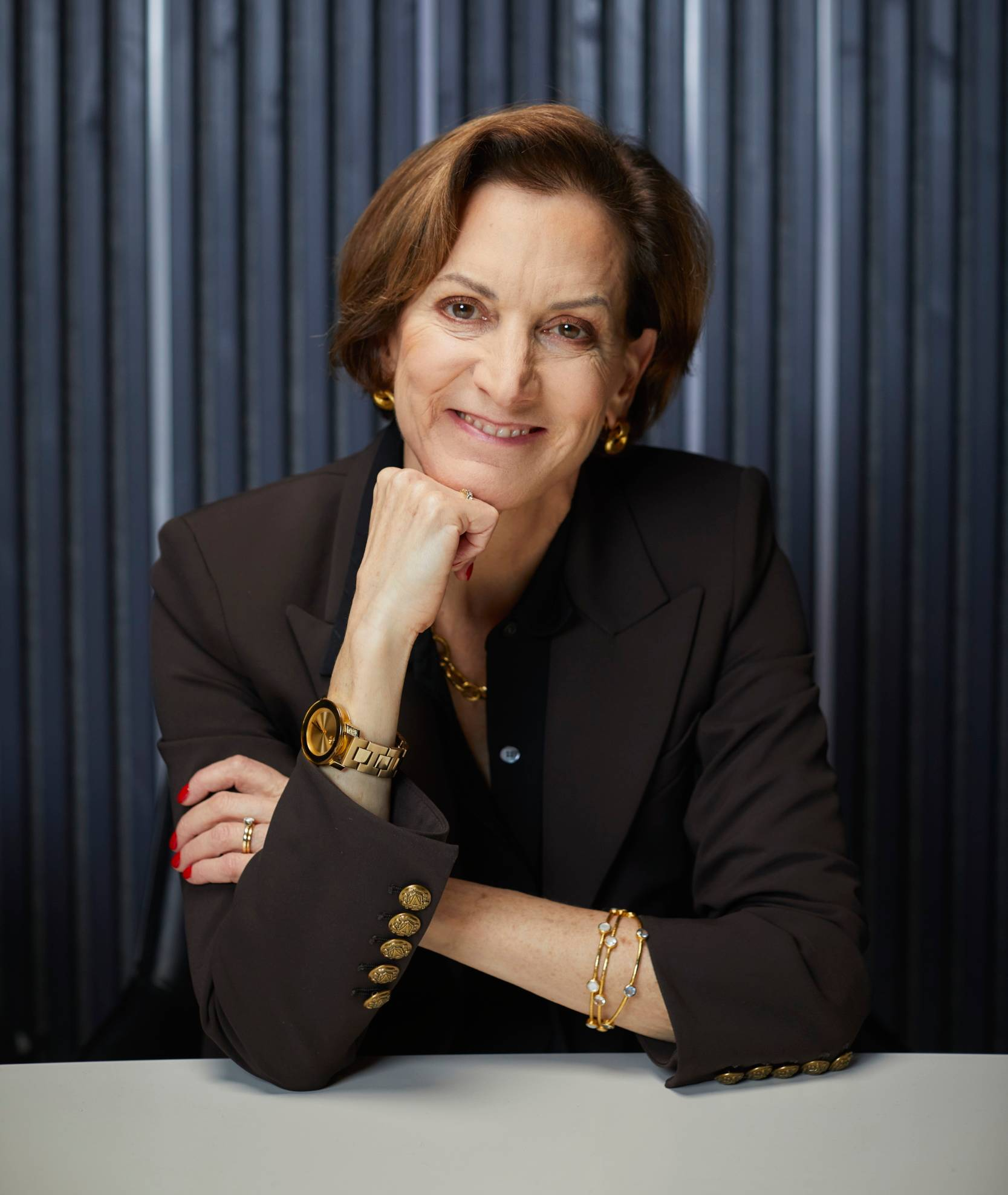
アン・アプルボーム (2024)

アン・エリザベス・アプルボーム・シコルスカ（Anne Elizabeth Applebaum-Sikorska、1964年7月25日 - ）は、ポーランドのジャーナリスト、歴史学者。
アメリカ合衆国ワシントンD.C.のユダヤ系家庭に生まれる。1986年イェール大学卒業。　1987年ロンドン・スクール・オブ・エコノミクスからで国際関係論の修士号を取得、オックスフォード大学セント・アントニーズ・カレッジで学んだ。
1988年にエコノミスト紙のワルシャワ特派員としてジャーナリストとしてのキャリアをスタートさせ、。2002年から2006年までワシントンポスト紙の編集委員を務めた。2012年から翌年にかけて、ロンドン・スクール・オブ・エコノミクスで歴史学と国際関係論の教授を務めた。
2006年からポーランドに居住し、2013年に市民権を取得。夫は同国外相のラドスワフ・シコルスキ。

## 著書
- Between East and West: Across the Borderlands of Europe. Pantheon. (1994). ISBN 0679421505
- Gulag: A History. Doubleday. (2003). pp. 677. ISBN 0-7679-0056-1
  - 川上洸 訳『グラーグ——ソ連集中収容所の歴史』白水社、2006年。ISBN 978-4560026199。
- Iron Curtain: The Crushing of Eastern Europe, 1944–1956. Allen Lane. (2012). pp. 614. ISBN 978-0-713-99868-9
  - 山崎博康 訳『鉄のカーテン——東欧の壊滅1944-56 （上）』白水社、2019年。ISBN 978-4560096789。
  - 山崎博康 訳『鉄のカーテン——東欧の壊滅1944-56 （下）』白水社、2019年。ISBN 978-4560096796。
- Gulag Voices : An Anthology. Yale University Press. (2011). pp. 224. ISBN 9780300177831
- From a Polish Country House Kitchen. Chronicle Books. (2012). pp. 288. ISBN 1-452-11055-7
- Red Famine: Stalin's War on Ukraine. Penguin Randomhouse. (2017)
  - 三浦元博 監訳、真壁広道 訳『ウクライナ大飢饉——スターリンのホロドモール』白水社、2024年。ISBN 978-4560091111。
- Twilight of Democracy: The Seductive Lure of Authoritarianism. Doubleday. (2020). pp. 224. ISBN 978-0385545808
  - 三浦元博 訳『権威主義の誘惑——民主政治の黄昏』白水社、2021年。ISBN 978-4560098363。
- Wybór. Agora. (2021). pp. 320. ISBN 978-8326838255
- Autocracy, Inc.: The Dictators Who Want to Run the World. Doubleday. (2024). pp. 224. ISBN 978-0385549936

## 主な受賞歴
- 2003年 - ダフ・クーパー賞
- 2004年 - ピューリッツァー賞 一般ノンフィクション部門
- 2017年 - ダフ・クーパー賞
- 2018年 - ライオネル・ゲルバー賞
- 2024年 - ドイツ書籍協会平和賞

## 参照
- アン・アプルボームの著作およびアン・アプルボームを主題とする文献 - ドイツ国立図書館の蔵書目録（ドイツ語）より。
- Applebaum